# Държавно устройство на Бутан
Бутан е конституционна монархия.

## Законодателна власт
Бутан има двукамарен парламент – горна камара (Национален съвет) и долна камара (Народно събрание).
Горната камара на парламента се състои от 25 места, народните представители не трябва да принадлежат към нито една политическа партия и да имат минимална квалификация на дипломирането от признат университет.
Долната камара на парламента се състои от 47 места.